# Club athlétique béglais handball
Le Club athlétique béglais handball est la section de handball du club omnisports français du Club athlétique béglais, basé à Bègles dans le département de la Gironde en région Nouvelle-Aquitaine. 
Sa section féminine évolue en 2e division pour la saison 2019-2020.

## Section féminine

### Historique
Après avoir évolué pendant trois saisons entre 2005 et 2008 en 1re division, la section féminine retrouve 2e division les saisons suivantes. De nombreuses joueuses internationales font partie de l'effectif. Qu'elles soient en équipe de France A, junior ou jeune, les joueuses représentent le CA béglais au niveau international.
Une fusion avec le Mios-Biganos bassin d'Arcachon handball (D1F) pour la saison 2013-2014 est signée afin de continuer à évoluer au plus haut niveau sous le nom Union Mios-Biganos-Bègles Handball puis Union Bègles Bordeaux-Mios Biganos. En novembre 2015, l'Union est mise en liquidation et ne termine pas le championnat de D1. L'ancienne équipe réserve repart alors sous les couleurs du CA Bèglais en Nationale 1.

### Parcours récent
| Saison    | Division         | Classement                                    | Commentaire                                   |
| --------- | ---------------- | --------------------------------------------- | --------------------------------------------- |
| 2001-2002 | Nationale 1 (D3) | 2e                                            | montée en D2                                  |
| 2002-2003 | Division 2       | 4e                                            |                                               |
| 2003-2004 | Division 2       | 5e                                            |                                               |
| 2004-2005 | Division 2       | 2e                                            | montée en D1                                  |
| 2005-2006 | Division 1       | 9e (sur 12)                                   |                                               |
| 2006-2007 | Division 1       | 7e                                            |                                               |
| 2007-2008 | Division 1       | 11e                                           | relégué                                       |
| 2008-2009 | Division 2       | 8e                                            |                                               |
| 2009-2010 | Division 2       | 4e                                            |                                               |
| 2010-2011 | Division 2       | 2e                                            | non promu                                     |
| 2011-2012 | Division 2       | 8e                                            |                                               |
| 2012-2013 | Division 2       | 4e                                            |                                               |
| 2013-2014 | Division 1       | Fusion avec le Mios-Biganos bassin d'Arcachon | Fusion avec le Mios-Biganos bassin d'Arcachon |
| 2014-2015 | Division 1       | Fusion avec le Mios-Biganos bassin d'Arcachon | Fusion avec le Mios-Biganos bassin d'Arcachon |
| 2015-2016 | Nationale 1 (D3) | ?                                             |                                               |
| 2016-2017 | Nationale 1 (D3) | 11e (poule 2)                                 | repêché                                       |
| 2017-2018 | Nationale 1 (D3) | 3e (poule 1)                                  |                                               |
| 2018-2019 | Nationale 1 (D3) | 1er (poule 1)                                 | montée en D2                                  |
| 2019-2020 | Division 2       | 9e                                            | Arrêté à cause du Covid-19                    |
| 2020-2021 | Division 2       | 7e                                            | Modifié à cause du Covid-19                   |
| 2021-2022 | Division 2       | 9e                                            |                                               |
| 2022-2023 | Division 2       | 9e                                            |                                               |
| 2023-2024 | Division 2       | 5e                                            |                                               |
| 2024-2025 | Division 2       | 9e                                            |                                               |
| 2025-2026 | Division 2       | à venir                                       |                                               |

### Personnalités liées au club
- Noura Ben Slama : joueuse de 2011 à 2013
- Myriam Borg-Korfanty : joueuse de 2012 à 2013
- Stéphanie Cano : joueuse de 2050 à 2010
- Julie Dazet : joueuse jusqu'en 2012
- Elsa Deville : joueuse de ? à ?
- Noémie Lachaud : joueuse de ? à ?
- Alexandra Lacrabère : joueuse de 2006 à 2008
- Stéphanie Lambert : joueuse de 2006 à ?
- Marion Maubon : joueuse de 2007 à 2012
- Soukeïna Sagna : joueuse de janvier à juin 2016
- Agata Szukiełowicz-Genes : joueuse de 2007 à 2007

## Section masculine
Ne pas confondre avec l'ASPOM Bègles-Bordeaux, un autre club de handball de la ville.
Chez les hommes, la section a été atteint les demi-finales du Championnat de France Excellence (D2) au terme de la saison 1966-1967 et est donc promue dans l'élite. Mais la section termine dernier de sa poule lors du Championnat de France 1967-1968 et est donc reléguée.